# M. & H. Schaper
M. & H. Schaper ist ein Verlag von Fachliteratur mit den Schwerpunkten Veterinärmedizin, Land- und Forstwirtschaft. Das bereits im 19. Jahrhundert in Hannover gegründete Traditionsunternehmen verlegt Zeitschriften und Standardwerke in Form von Sachbüchern, mit denen der Verlag in verschiedenen Themenbereichen Marktführer im deutschsprachigen Raum ist. Zum Verlagsprogramm zählen zudem Fach- und Sachbücher für Gärtner und Floristen. Das als GmbH organisierte Unternehmen mit Sitz in der Hans-Böckler-Allee 7 in Hannover gehört zur Unternehmensgruppe der Schlüterschen Verlagsgesellschaft.

## Geschichte
Am 1. April 1897 eröffneten die Brüder Max Schaper (1868–1936) und Heinrich Schaper (1869–1916) in Hannover die M. & H. Schaper Verlagsbuchhandlung. Nachdem die Firma bereits ab 1901 einen ersten veterinärmedizinischen Schwerpunkt in sein Verlagsprogramm legte, verkaufte sie zum 1. April 1906 einen Teil des Unternehmens, das Anfang 1907 dann in M. & H. Schaper Antiquariat (Inh. E. Geibel) umbenannt wurde.
Seit 2006 gehört die Firma zur bundesweit tätigen Schlüterschen Verlagsgesellschaft.

## Publikationen (Auswahl)
- 1903–1909: Schaper's veterinär-medizinisches Taschenbuch
- 1909- Schaper's Taschenbuch der tierärztlichen Hochschulen des deutschen Reiches, hrsg. von M. & H. Schaper, Verlagsbuchhandlung Hannover
- 1978–2007: Die Voliere – Zeitschrift für Vogelhalter, - züchter, -liebhaber und Naturfreunde
- Kleintierpraxis